# Promil
Promil ili potisućak (iz latinskoga per mille, doslovno znači "za (svaku) tisuću") desetinka je postotka ili jedan (dio) od tisuću. Obilježava se znakom ‰ (Unicode U+2030), koji izgleda kao znak postotka (%) s dodatnom nulom na kraju.
Jedan promil se definira kao:
1‰ = 10−3 = 0,001 = 0,1%
Promil se ne smije miješati s ppm, čije se korištenje ne preporučuje.

## Primjeri
Primjeri uobičajene uporabe su:
- sadržaj alkohola u krvi;
- salinitet (morske) vode (primjerice "prosječni salinitet je 35‰");
- uzdužni nagibi tunela i željezničkih pruga;
- stope demografskih promjena.